# 霍洛普·米克洛什
霍洛普·米克洛什（匈牙利語：Holop Miklós，1925年2月2日—2017年11月12日），匈牙利男子水球运动员。他曾代表匈牙利国家队参加1948年夏季奥林匹克运动会水球比赛，获得一枚银牌。